# Anija vald
Anija landkommune (estisk: Anija vald) er en landkommune (estisk: vald) i det nordlige Estland.
Anija landkommune ligger i amtet Harjumaa. Hovedbyen er byen Kehra. Kommunen har et areal på 533 km2
og et befolkningstal på 6.478 (2024) indbyggere.